# محافظة رياض الخبراء
محافظة رياض الخبراء، هي إحدى مُحافظات منطقة القصيم في السعودية، وعاصمتها مدينة رياض الخبراء.

## الموقع
تقع محافظة رياض الخبراء في الجزء الغربي من منطقة القصيم على الخطوط 46.44 و 24.46، وترتفع عن سطح البحر 654 مترا، وتبعد عن بريدة 74 كم وعن عنيزة 46 كم، وعن الرس 15 كم، ويمر بوسطها طريق القصيم - المدينة القديم، أما السريع فيمر بالجزء الشمالي منها، وطريق كلية رابغ.

## السكان
بلغ عدد سكان محافظة رياض الخبراء (31,203) نسمة حسب تعداد السعودية 2022، عدد السعوديين (24,405)، وعدد غير السعوديين (6,798).

## النشأة والتطور
ترجع نشأة رياض الخبراء امتداداً لنشأة مركز الخبراء أي بعدها، في حوالي نهاية القرن الحادي عشر الهجري عندما عمر العفالق في هذا المكان على الضفة الشمالية لوادي الرمة؛ حيث خصوبة الأرض ووفرة المياه وعذوبتها؛ فحفر الأهالي آبارهم وأنشأوا مزارعهم. وكانت معظم مزارعهم على الوادي مباشرة وامتدوا إلى الغرب إلى أن وصلوا إلى منطقة فسيحة أرضها خصبة وماؤها عذب، ممتدة شمالا وعبارة عن «روضات» فحفروا آبارهم في هذه الرياض وأطلقوا عليها اسم «رياض الخبراء» تمييزا لها عن الرياض قاعدة نجد ومقر الحكم. وكانت أول مزرعة حفرت هي «الحِميديه».
وازدهرت هذه البلدة سريعا وأقبل إليها الناس وزاد عدد ساكنيها خلال مدة وجيزة حتى بلغ امتداد المزارع من شرقي الخبراء إلى غربي رياض الخبراء حوالي 22 كيلو مترا، وهذه المزارع متجاورة ومتسلسلة مطلة على وادي الرمة إلى أن تصل إلى رياض الخبراء؛ حيث تمتد المزارع شمالا.
ولأهل هذه المحافظة صفات اشتهروا بها، مثل الشجاعة والكرم، وهذه الصفات فيهم مشهورة وثابتة، ولها دلائل وشواهد وأشعار معروفة وقصص متناقلة. واشتغل أهلها بالزراعة والتجارة ورعي الأغنام ورحلوا مع العقيلات طلبا للمعيشة في بلدان العراق والشام ومصر وغيرها.
وعُرفت الخبراء ورياض الخبراء بإنتاج القمح بأنواعه، و الذي اشتهر باسم «عيش الخبراء» ويروى أنه جُلب من الصين عن طريق الهند والبحرين وصولا إلى الخبراء ثم انتشر في سائر البلدان، وكذلك التمور والخضار وبعض الفواكه وغيرها.
ولما زاد السكان بني لها سور (عقده) ليحمي البلدة من الغزاة والأعداء ومحيط السور ربما يزيد على 12 مترا وارتفاعه حوالي 7 أمتار، وسمكه عند القاعدة 70سم، وفي الأعلى 30سم ويتكون من جدارين متلاصقين. وكان للسور أربعة أبواب:
1. باب الجواد (الشرقي).
2. الباب الشمالي.
3. باب السباق (الشمالي الغربي).
4. الباب القبلي.

وكل سور عنده برج للمراقبة وقد اختفت معظم معالم هذا السور (العقدة) بسبب توسع المحافظة وتداخل مع المنازل إلا أن الجزء الشرقي والشمالي منه لا زالت أطلاله قائمة. ويشق المحافظة أربعة شوارع رئيسية تلتقي في المجلس (السوق) عند المسجد الجامع.
وتتكون محافظة رياض الخبراء في الثمانينيات الهجرية من عدة أحياء ومجمعات سكنية وزراعية ومنها: الديرة - الملاح - الحزم - السباق- العلوات - الجواد - النفيد. وعدد الجوامع ثلاثة هي: جامع الديرة وهو جامع كبير ذو منارة عالية، فيه بئر وحوض للوضوء والاستحمام، وكذلك قربه زير للشرب وملحق به خلوة ومصلى للنساء، وكان بناؤه في بداية القرن الثالث عشر الهجري. وقد أزيل حولي عام 1387 هـ. وأقيم مكانه جامع مبني من الأسمنت وكذلك جامع النفيد وجامع العلوت. أما المساجد فعددها سبعة بالإضافة إلى مساجد تجمعات المزارع.
ويوجد بالمحافظة عدد من الحساوه (جمع حسو) وهي الآبار الصغيرة لخدمة البيوت؛ حيث يشترك كل ثلاثة أو أربعة بيوت في حسو واحد. ومنها أسبال (أوقاف عامة) مثل حسو أبو خميس، وحسو النفيسة وهو مخصص للنساء، وغيرها.
والمحافظة محاطة بالمزارع من جميع الجهات وفي داخلها كذلك فيستفيد الأهالي من هذه المزارع للسقيا والنظافة إضافة لوجود عدد من الحوابيط (جمع حابوط) وهو حوض خارج المزرعة وداخل السوق مهيأ للاستفادة منه مثل: حابوط بديع حسن، وحابوط خلف وغيرها بالإضافة إلى سواقي المزارع المجاورة للبلدة، مثل الخميسية وسمحة، والوهيبية، والصقيرية والبطيحية والعطاويه نسبة إلى أسرة العطية وغيرها.
أما المياه العذبة فمتوفرة في كثير من المزارع ولعل أشهرها مزارع المغير والمطيريه وزبيده والسعيديه.
واعتنى كثيرا من الأهالي ببيوتهم وقاموا بتزيين مجالسهم بالكمار والرفوف والشرف والجص وتأثيثها بالزل والقطايف والأباريق والدلال لتظهر بمنظر حسن يليق باستقبال ضيوفهم.
ومن أشهر البيوت الموجودة بيت الوجيه عبيدان القحص، وهو شخصية مشهورة وكان معروفاً للعقيلات في الأردن. وأما سوق المجلس وهو بجانب الجامع فيوجد فيه حوالي 27 دكانا و 6 دكاكين متفرقة للنساء.
وكانت الخبراء ورياض الخبراء ولا زالت واحدة بإمارتها وأهاليها وساكنيها ومراعيها وحماها وجميع مكوناتها.
وعين في رياض الخبراء المحافظ حسن بن سلطان السلطان في عام 1398هـ وفي عام 1434 تم تعيين فهد بن حسن السلطان ولا زال إلى الآن.
وعندما ضم الملك عبد العزيز منطقة القصيم ظهر الأمن والأمان والخيرات الوفيرة ، وبدأ التطور الحضاري لهذه المحافظة.

## التعليم
بدأ التعليم النظامي بافتتاح المدرسة السعودية عام 1368 هـ قام بتأسيسها الشيخ الأستاذ فهد عبد العزيز السعيد، وكانت في مبنى طيني داخل البلدة إلى أن أنشئت المدرسة الحديثة في حي الحزم، وكان ذلك عام 1379 هـ. أما المدرسة المتوسطة فأنشئت عام 1386 هـ، والثانوية 1393 هـ، كما أنشئت مدرسة النفيد الابتدائية عام 1376هـ. وأما أول مدرسة للبنات فتم افتتاحها عام 1386 هـ، وفي السبعينيات الهجرية أنشئت المدرسة العسكرية وتخرج منها الكثير من الضباط، ولعل أشهرهم الفريق أول الركن حسين بن عبد الله القبيل رئيس هيئة الأركان العامة للقوات المسلحة.

## الأوائل وبدايات
- أول قاضي تم تعيينه كان عام 1378هـ.
- وقبله كان القضاة يحضرون مناوبة مع البلدان المجاورة.
- وتم افتتاح أول مستوصف عام1376هـ الذي تحول إلى مركز صحي ثم إلى مستشفى في عام 1422هـ.
- وتم إنشاء وتأسيس نادي الجواء عام1398هـ برئاسة ودعم كبير من الشيخ الأستاذ صالح السلطان الثنيان وهو أول رئيس له. علماً أن الحركة الرياضية بدأت في أوائل السبعينيات الهجرية من القرن الماضي، وفي الثمانينيات كان يوجد فريقان للشباب يمارسون فيه كرة القدم وينافسون شباب المدن المجاورة.
- أنشئت أول محطة بنزين حوالي 1385هـ.
- وفي منتصف السبعينيات انشأ أحد الإخوة اليمنيين مخبزاً. ومقارب لهذا التاريخ أنشئت أول مطحنة للحبوب.

## الآلات والتقنية الحديثة
أول مكينة لاستخراج المياه بديلاً عن السواني كان في عام 1367هـ. وفي عام 1381هـ استغني عن آخر السواني لاستخراج المياه.
وشهد العامان 1386 و 1387هـ وثبة حضارية وتطورات مهمة أثرت على حياة السكان، وذلك بالاستفادة من التقنية والآلات الحديثة والتطور الذي كانت تشهدها بلادنا ومنها: وصول خط الإسفلت المتجه من الرياض إلى المدينة مرورا بمنطقة القصيم.
وتم ربط رياض الخبراء والخبراء بالبدائع بطريق مسفلت مع وجود جسر على وادي الرمة، أضيئت المحافظة بالكهرباء، وتم تشغيل التليفون بين المنازل وأوصل بمدينة بريدة وسائر مدن القصيم والمملكة، واستخدمت الآبار السطحية الارتوازية وركبت المكائن والمضخات على سطح الأرض وهذه نقلة للزراعة؛ حيث استغني عن الآبار القديمة، وانتشر استخدام الأهالي لمواقد الغاز، استخدم الأهالي التلفزيونات بعد افتتاح محطة القصيم.

## البلدية والصندوق العقاري
أنشئت البلدية في بداية عام 1395 هـ. وفي نفس العام صدر نظام صندوق التنمية العقاري.وقامت البلدية بدور مهم جدا بتطوير المحافظة وأحدثت مخططات شمال طريق المدينة ومنح الأهالي أراضي فيها.
وخلال ست سنوات تقريبا انتقل غالبية الأهالي إلى بيوت جديدة وحديثه وهجروا بيوتهم الطينية..

## رياض الخبراء اليوم
تعتبر رياض الخبراء اليوم من أكبر محافظات منطقة القصيم وفيها معظم الدوائر الحكومية والمدارس بجميع مراحلها. وذات شوارع فسيحة ومخططات حديثة وحدائق خضراء واسعة، بل إنها اختيرت في عام 1430 هـ لتكون من ضمن منظومة المدن الصحية في المملكة.
وموقعها بمنتصف الطريق السريع بين الرياض والمدينة المنورة مع وفرة المياه جعل موقعها مميزاً وجاذباً للاستثمار، ولأن رياض الخبراء تعتبر على حدود الدرع العربي ففي غربيها يقل الماء مما جعل سكان الهجر والقرى يهاجرون إليها فزاد عدد سكانها بشكل ملحوظ.
ومن أهم معالمها: مركز الأمير سلطان الحضاري الذي يحتوي على قاعات استقبال وضيافة وقاعة للمحاضرات، ومركز للتدريب المهني.
والآن تعيش هذه المحافظة حالة متميزة من التطور في جميع المجالات. وفي الفترة الأخيرة زاد عدد سكانها بشكل ظاهر.